# Blapsilon baloghi
Blapsilon baloghi là một loài bọ cánh cứng trong họ Cerambycidae.